# سي أيه سي أي
شركة سي أيه سي أي إنترناشيونال. (كانت تسمى في الأصل شركة مركز كاليفورنيا للتحليل. ، ثم شركة مركز التحليل الموحد. ) هي شركة أمريكية متعددة الجنسيات تقدم خدمات مهنية وتكنولوجيا معلومات  ومقرها في شمال فيرجينيا .  تقدم سي أيه سي أي خدماتها للعديد من فروع الحكومة الفيدرالية الأمريكية بما في ذلك الدفاع ،   والأمن الداخلي ، والاستخبارات ،  والرعاية الصحية . 
تضم شركة سي أيه سي أي ما يقرب من 23000 موظفًا حول العالم. 
سي أيه سي أي هي عضو في قائمة فورتشن 1000 لأكبر الشركات،  ومؤشر روسيل 2000 ،  ومؤشر أس&بي ميدتاب 400. 

## أنظر أيضاً
- أفضل 100 مقاول فيدرالي أمريكي